# 瑞云塔
25°42′55″N 119°22′51″E / 25.71528°N 119.38083°E
瑞云塔位于中国福建省福州市福清市城区，是明代所建的楼阁式石塔，1961年被列为福建省文物保护单位。
瑞云塔建于明万历三十四年至四十三年（1606～1615年），由符丞叶成学（叶向高子）与知县凌汉聊主持修建。传说卜基时天现五彩瑞云，故而得名。瑞云塔用花岗岩砌筑，仿木构楼阁式，七层八角，高34．6米。底座为须弥座，周长24米。第一层北面开门，门上有“凌霄玉柱”石匾，其余七面为佛龛。第二至第七层南北两面开门。塔内空心，有石阶通往顶层。顶为葫芦形塔刹。塔身内外均有浮雕，有比丘、佛像等佛教题材以及动植物图案，共400多幅，大者高1．5米，小者仅20厘米。每层进出口处都有两尊守门神，现存12尊。每层檐角均有镇塔将军一尊，共48尊。
- 塔身七层八角
- 底层入口处的守门神及“凌霄玉柱”石匾
- 塔檐仿木斗栱
- 每层檐角均有镇塔将军一尊
- 塔身浮雕